# Agrostis pallida
Agrostis pallida é uma espécie de gramínea do gênero Agrostis, pertencente à família Poaceae.